# Leila (opera)
Leila is een opera, dan wel dramatisch gedicht van Natanael Berg. Berg baseerde zijn opera op het gedicht The Giaour van Lord Byron. Berg kreeg het door het toepassen van al te oosterse muziek aan de stok met zijn mentor Wilhelm Stenhammar, die dat veel te modern vond. Collegacomponist Wilhelm Peterson-Berger vond de muziek nou net verfrissend. Het stuk kreeg op 29 februari 1942 haar première in de Koninklijke Opera in Stockholm. Het werk kreeg ook enige bekendheid in Dortmund, maar verdween daarna in de vergetelheid.